# Pteroeides bestae
Pteroeides bestae is een Pennatulaceasoort uit de familie van de Pennatulidae. De wetenschappelijke naam van de soort is voor het eerst geldig gepubliceerd in 1984 door d'Hondt.